# Dala-Järna IK Fotboll
Dala-Järna IK Fotboll är en sektion inom idrottsklubben Dala-Järna IK i Dalarna, bildad 1902. Herrlaget spelar säsongen 2023 i division 3 Södra Norrland. Hemmaarenan är Idrottsparken, Dala-Järna. 

## Historia
Klubben bilades den 23 februari 1902, då under namnet Myrbacka Idrottsförening, vilket gör den till en av Dalarnas äldsta idrottsföreningar. De första noterade resultaten är från 1911 då man mötte grannbyar i västra Dalarna som Nås, Hulån och Dala-Floda . Hemmaarenan är Idrottsparken, i folkmun enbart kallad "IP". Idrottsparken som den ser ut idag färdigställdes 1995 med tillhörande kansli.

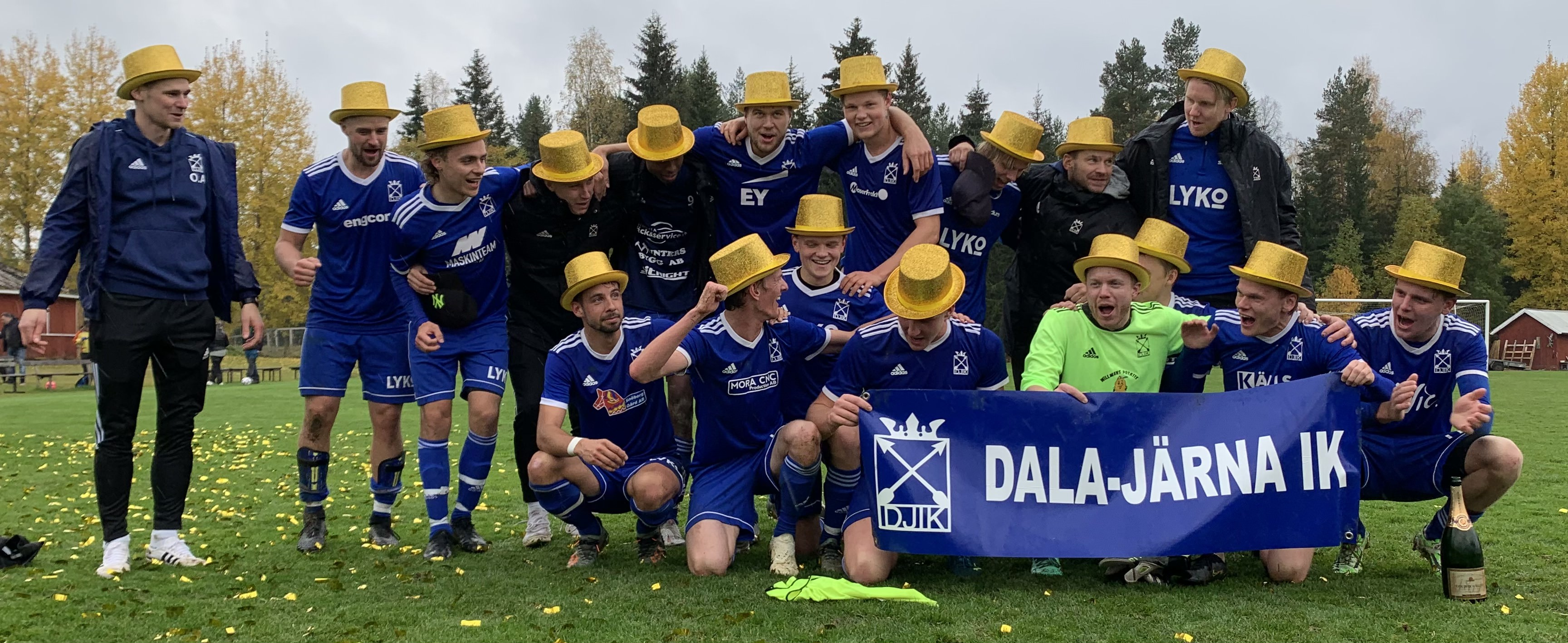
Dala-Järna IK efter avancemanget till division 3 2022.

På 1940- och 1950-talen spelades matcher mot grannbyarna Hulån och Vansbro, matcher som kunde dra upp emot 1 500 personer. 1966 blev Dala-Järna IK-spelaren Sören Berg uttagen i juniorlandslaget . 2001 stod laget för en milstolpe i klubbens historia när man för första gången gick upp i den nationella seriesystemet, till division 3 . Under säsongen 2002 växte intresset för laget explosionsartat och under vårsäsongen var IK Brage det enda laget i länet som hade större publik på sina matcher .
Lagets bästa placering i division 3 var säsongen 2007 när man slutade trea i tabellen, bara två poäng från kval till division 2. Den säsongen hade laget två framstående spelare, Emil Blom och Fredrik Sixtensson som efter säsongen värvades av IK Brage., respektive Falu FK i division 1. 

## Nutid
Säsongerna 2012–2015 spelade man i division 4 innan laget 2016 tog sig upp i division 3, där de åkte ur direkt. Säsongen 2021 gick laget återigen upp i division 3, med tränaren Oskar Albinsson vid rodret som i lokalpressen har kallats "succétränaren". 
Ishockeyspelaren Isac Heens spelade med klubben i division 3 2016, innan han värvades till AIK och hockeykarriären tog fart. Han gjorde även enstaka inhopp säsongerna 2021 och 2022. På 1970-talet spelade även Leksands hockeystjärna Dan Söderström för klubben.

## Framstående spelare
- Bengt Nilsson